# Бабаєво
Баба́єво — місто (з 1925 року) в Росії, адміністративний центр Бабаєвського району Вологодської області. Розташоване на річці Колп. Залізнична станція. Населення за даними перепису 2023 року становить 11 646 чоловік.

## Історія

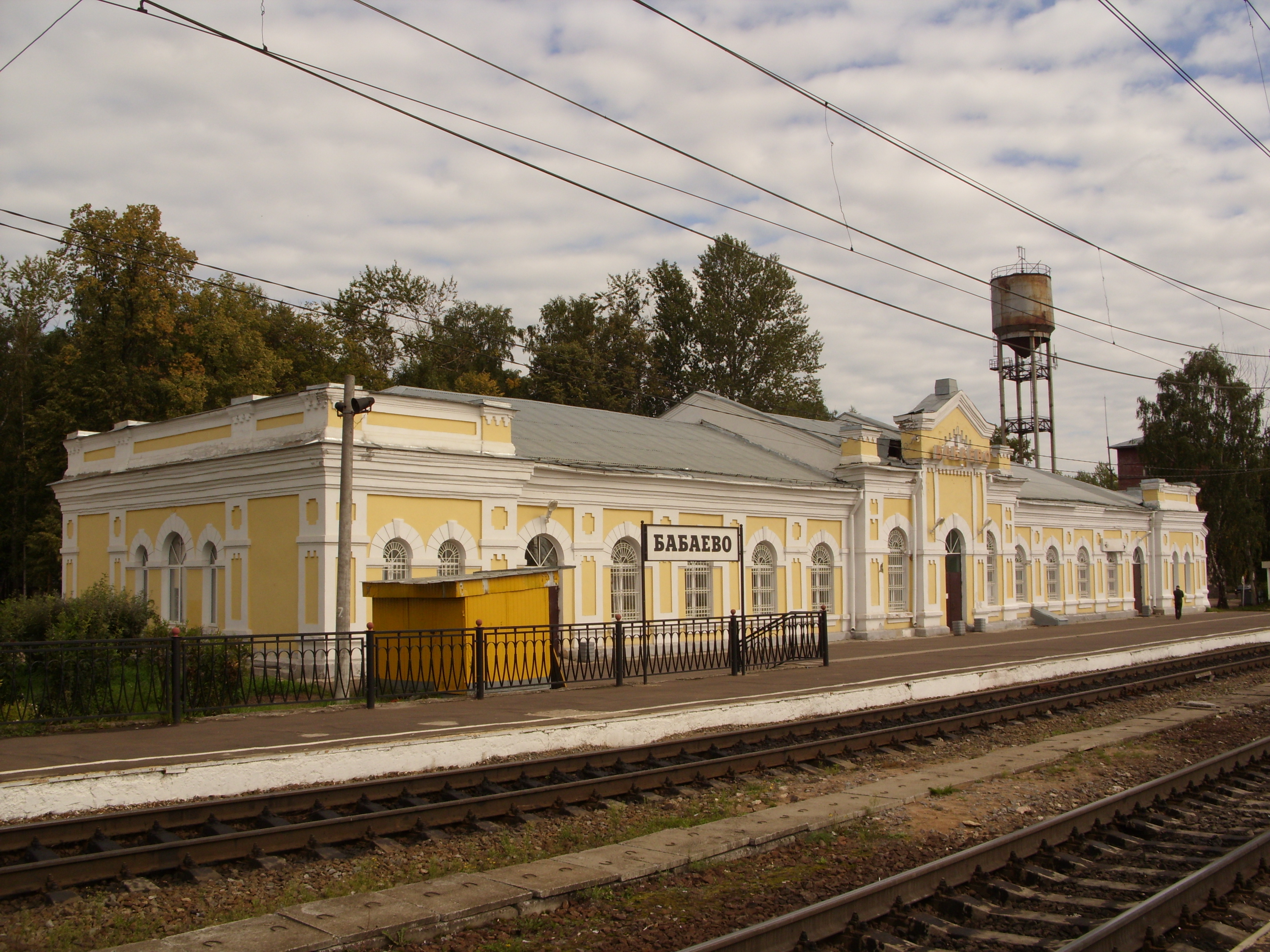
Залізничний вокзал міста

Згідно з легендою, село Бабаєво було засновано в 1460 році селянином на ім'я Бабай. Згідно з офіційними джерелами, місто було закладено при будівництві залізниці в останній чверті 19-го століття. У 1882 році тут був побудований металургійний завод, який виробляв телеграфні дроти, цвяхи і гаки.

## Економіка
Підприємства залізничного транспорту і будматеріалів, харчова промисловість.

## Адміністративний поділ
До складу міського округу «місто Бабаєво», окрім самого міста, входять такі поселення:
- село Бабаєво
- село Високово
- село Колпіно
- село Заготскот

## Населення
Населення міста скорочується з 1990-х років: